# Антон Гале
Антон Йоже Гале (26 травня 1944, Єсениці — 25 березня 2018) — югославський хокеїст, воротар та хокейний тренер, перший югославський хокеїст який грав у НХЛ. В національній збірній СФРЮ займав посаду тренера і тренував воротарів.

## Спортивна кар'єра
Тоне Гале розпочав свою кар'єру вступивши в команду Акроні Єсеніце, пізніше перейшов до іншої югославської команди, Олімпія. Гале став першим югославським та словенським хокеїстом, яки виступав в НХЛ ще в 1970-х роках. Він провів 17 хвилин в товариському матчі за клуб Нью-Йорк Рейнджерс в грі проти клубу Бостон Брюїнс.
У сезоні 1968/1969 грав в хокейній лізі східного узбережжя США за такі команди, як «Сірак'юс Блейзерс» і «Клінтон Кометс». Хокеїст взяв участь в трьох олімпійських іграх: 1964 (8 матчів), 1968 (6 матчів) та 1972 років (5 матчів).